# Bilderbeben Bielefeld
Bilderbeben Bielefeld ist ein deutscher Kurzfilmwettbewerb, er findet jährlich seit 1990 in Bielefeld statt. Der Wettbewerb wird vom Filmhaus Bielefeld veranstaltet und vom Ministerium für Familie, Kinder, Jugend, Kultur und Sport des Landes Nordrhein-Westfalen gefördert. Die Wettbewerbsthemen wechseln jährlich und sollen sowohl filmisch attraktiv als auch gesellschaftlich relevant umgesetzt werden. Ein Jury kürt die Preisträger in drei Kategorien.
Das Filmhaus Bielefeld vergibt zusätzlich ein Förderpreis für den Besten Beitrag aus der Region Ostwestfalen-Lippe. Der Sieger des Förderpreises darf für fünf Drehtage Technik und Equipment des Filmhauses nutzen.
2017 wurden über 1400 Einsendungen eingereicht. Davon liefen 41 Filme im Wettbewerb.

## Der Preis

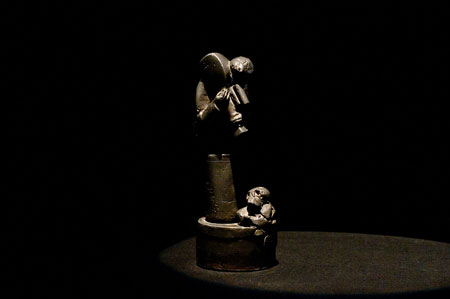
Die Trophäe „Der kleine Plumpe“ für den 1. Platz beim Bilderbeben-Filmwettbewerb in Bielefeld

Es gibt verschiedene Preiskategorien:
- 1. Preis (750,– € und Skulptur „Der kleine Plumpe“)
- 2. Preis (500,– €)
- 3. Preis (250,– €)
- Publikumspreis
- Förderpreis Filmhaus Bielefeld (Bester Beitrag aus der Region Ostwestfalen-Lippe)
- Sonderpreis des evangelischen Johanneswerks (Preis wird nicht mehr vergeben)

Der Sieger des Kurzfilmwettbewerbs erhält 750 Euro und der Trophäe „Der kleine Plumpe“. Der Preis ist nach dem deutschen Regisseur  F.W. Murnau benannt. Murnau wurde als F.W. Plumpe in Bielefeld geboren.

## Preisträger

### 1990–1999
1990 – Thema: Verkehrsprobleme und Verkehrsbewusstsein
- 1. Platz: Das Go-Kart rechts ran von Rainer Kobinger, Dorothée Mersmann
- 2. Platz: Über die Berge von Raimond Goebel
- 3. Platz: Staufenster von Benno Filter

1991 – Thema: Typisch Deutsch
- 1. Platz: Deutschland Halluzination von Oliver Becker
- 2. Platz: Deutschlandreise II von Ulrich Sappock
- 3. Platz: Betrifft von Holger Neu, Inga Schön
- WDR-Preisträger: Mooment mal von Friedhelm Sonderhoff, Jörg Großejohann
- Publikumspreis: Der Wilderer von Henning Stöve, Oliver Beckedorf

1992 – Thema: Glück
- 1. Platz: Anna und Archy von Jörg Reddemann
- 2. Platz: Das Auswandererglück von Klaus Thomys
- 2. Platz: Willi von Friedhelm Sonderhoff
- 3. Platz: 15mal Ulrike Jokiel von HL-TV III
- Sonderpreis: Der Sonderpreis des WDR ging an den Darsteller Willi (einen Schimmel). Das Pferd nimmt seinen Preis in Form von Hafer und Mohrrüben entgegen.

1993 – Thema: Wer hat Angst vor’m Schwarzen Mann?
- 1. Platz: Ex äquo an Zehn kleine Negerlein von Jochen Ehmann und Die Fahrkarte von Beate Middeke
- 2. Platz: Ex äquo an Putnik von Detlef Clever und Motherfucker von Jörg Reddemann
- Publikumspreis: Sprachkurs Deutsch von Nils Loof

1994 – Thema: Wohnen
- 2. Platz: Küchenstück von Anne Flore
- 2. Platz: Krausnickstraße 10 von Veit Lup und Blan Ryan
- 3. Platz: Zimmerwelten von Karsten-Jan Hansen
- 3. Platz: Ein Tag so von Claudia Wüstenhöfer, Michael Laakmann, Joachim Seifert
- Publikumspreis: Walter wohnt wild von Honkfilm – Thomas Meyer, Jörg Reddemann, Ludger Meyer

1995 – Thema: Tabu
- 1. Platz: Akt: Inge für Franz von Helmut Jahn
- 2. Platz: Numb von Michael Fleck
- 3. Platz: Mensch, Junge von Crazy Chicas
- Publikumspreis: Spuren von Hubert Weiß

1996 – Thema: Essen
- 1. Platz: Frühling von Silke Parzich
- 2. Platz: Der Mensch ist was er isst von Sun-Chu Park
- 3. Platz:  Futter von Carsten Strauch
- Publikumspreis: Der Emulgator von Gesamthochschule Essen

1997 – Thema: Idole
- 1. Platz: Barbie – wie wir sie kennen. Barbie – wie sie wirklich war von Achim Lübbeke, Daniel Manns, Jan Rethmann
- 2. Platz: Der Eier-Gott von Peter Dyck, Andreas Fritsche, Stefan Heidemann
- 3. Platz: Canned Faith oder der Fischmörder-Film von Henning Stöve
- Publikumspreis: Helden von Ralf Tittel

1998 – Thema: Geld
- 1. Platz: Außer Betrieb von Jörg Reddemann
- 2. Platz:  Ein Markstück dreht ab von Thorsten Jarek
- 2. Platz: Des Pudels Kern von Michael Sachwertel, Stephan Lentzen
- Publikumspreis: Außer Betrieb von Jörg Reddemann

1999 – Thema: Gesundheit
- 1. Platz: Blickpunkt: Gesundheit von Fatal Film – Dirk Henkel, Daniel Höner, Sebastian Müller, Matthias Schönebäumer, André Schrammen
- 2. Platz:  Zwei Frauen, eine Familie, ein Handicap von Beate Groß, Angelika Filius
- 3. Platz: Der Glaube allein schützt nicht von(Martin Rupper)
- Publikumspreis: Blickpunkt: Gesundheit von Fatal Film – Dirk Henkel, Daniel Höner, Sebastian Müller, Matthias Schönebäumer, André Schrammen

### 2000–2009
2000 – Thema: Familie
- 1. Platz: Die Jimbo Jones Show von Daniel Klenke, Carsten Benger, Jens Kupsch, Christian Großekathöfer, Thorsten Tietz
- 2. Platz:  Bestandsaufnahme – Eine Geschichte nur in Erbstücken von Katharina Timmer
- 3. Platz: No Familia von The Helly Film Company: Sabine Herwig, Almuth Goldtammer, Daniela Gigl, Andrea Behrendt, Lydia Wesemann
- Publikumspreis: Die Jimbo Jones Show von Daniel Klenke, Carsten Benger, Jens Kupsch, Christian Großekathöfer, Thorsten Tietz

2001 – Thema: Geschwindigkeit
- 1. Platz (1500,- DM und Trophäe „Der kleine Plumpe“): Sabotage von Jens Kupsch, Bielefeld
- 2. Platz (1000,- DM): Grüßt uns’re Berge von Sven Knauth, Berlin
- 3. Platz: Bitte warten Teil 2 von Lale Nalpantoglu, Köln

2002 – Thema: Glauben
- 1. Preis (750,– € und Trophäe „Der kleine Plumpe“): Scratch the Surface von Melanie Maltese, Jens Kupsch und Karsten Benger, Bielefeld
- 2. Preis (500,– €): Fliegen Fliegen von Zora Hagedorn, Frankfurt/M.
- 3. Preis (250,– €): Jesus in Babylon von Markus Frohnhöfer, Frankfurt/M.
- Publikumspreis: Scratch the Surface von Melanie Maltese, Jens Kupsch und Karsten Benger, Bielefeld
- Sonderpreis des Ev. Johanneswerks: Glaubst Du wirklich von Hendrik Kley

2003 – Thema: Erinnerung
- 1. Preis (750,– €): Und der Kamm, der hat Zähne von Dino Serio, Bielefeld
- 2. Preis (500,– €): Der Bildermacher von Stefan Hering, Hamburg
- 3. Preis (250,– €): Die Helden von Bern von Florian Plag, Ingo Steidl und Martin Seibert
- Sonderpreis des Ev. Johanneswerks: Das letzte Bild von Daniel Brandau, Bielefeld
- Publikumspreis: Und der Kamm, der hat Zähne von Dino Serio, Bielefeld

2004 – Thema: Entdeckungen
- 1. Preis (750,– € und Trophäe „Der kleine Plumpe“): Berlin entdeckt von Stephan Müller, Hamburg
- 2. Preis (500,– €): Kong & Bird von Goro Fujita, Moritz Bunk und Felix Graf, Berlin
- 3. Preis (250,– €): Kontakt von Daniel Blazeks, Bielefeld
- Sonderpreis des Ev. Johanneswerks: Lieselotte von Fatal Film, Bielefeld
- Publikumspreis: Kontakt von Daniel Blazeks, Bielefeld

2005 – Thema: Rebellion
- 1. Preis (750,– € und Trophäe „Der kleine Plumpe“): Gegenstände von Jens Kupsch und Sebastian Müller
- 2. Preis (500,– €) Verkehrsspäterziehung von Henrik Frankenfeld und Die Insel von Melanie Maltese und Carsten Benge
- 3. Preis (250,– €) Media von Daniel Brandau
- Sonderpreis des Ev. Johanneswerks: Verkehrsspäterziehung von Henrik Frankenfeld
- Publikumspreis: Die Insel von Melanie Maltese und Carsten Benge

2006 – Thema: Risiko
- 1. Preis (750,– € und Trophäe „Der kleine Plumpe“): Occupied von Christian Filek, Wien
- 2. Preis (500,– €) Der Sprung ins Leere Tolga Yilmaz et al., Bielefeld
- 3. Preis (250,– €) Nach Neun kommt Zehn Jörn Möllenkamp, Kassel
- Publikumspreis Straßenkreuzer Jörg Schwarze, Lübeck
- Sonderpreis des Ev. Johanneswerks Straßenkreuzer Jörg Schwarze, Lübeck

2007 – Thema: Rituale
- 1. Preis (750,- € und Trophäe „Der kleine Plumpe“): freitags von Mara Schepsmeier und Sabine Jürschik
- 2. Preis (500,- €): Wilder Brohm von Sebastian Müller und Matthias Albrecht
- 3. Preis (250,- €): Pepermuntje von Nina Marczan
- Sonderpreis des Ev. Johanneswerks: Insane in the Game von Filip Zarea, Hans Pulina u. a.
- Filmhaus-Förderpreis für OWL-Film: Viel Wirbel um Nicht von Roland Powik
- Publikumspreis: freitags von Mara Schepsmeier und Sabine Jürschik

2008 – Thema: Scham
- 1. Preis (750,– € und Trophäe „Der kleine Plumpe“) Entwichen von Claus Reichel, Köln
- 2. Preis (500,– €) Rot von Lynn Kossler (KHM)
- 3. Preis (250,– €) Die Pickelsituation von Dennis Böddicker, Bielefeld
- Publikumspreis Die Pickelsituation von Dennis Böddicker, Bielefeld
- Förderpreis Filmhaus Bielefeld Hitman – Shame on You! von Tobias Hilger, Bielefeld
- Sonderpreis des evangelischen Johanneswerks Rot von Lynn Kossler, (KHM)

2009 – Thema: Feiern
- 1. Preis (750,– € und Trophäe „Der kleine Plumpe“) Muss besser werden von Hagen Klaile und Florian Gerding, Bremen
- 2. Preis (500,– €) Hi Tiger! von Paul Leger, Bielefeld
- 3. Preis (250,– €) Die Auferstehung des Silvanus von Michel Esselbrügge, Bielefeld
- Publikumspreis Die Auferstehung des Silvanus von Michel Esselbrügge, Bielefeld
- Förderpreis Filmhaus Bielefeld Second Chance von Daniel Littau, Espelkamp
- Sonderpreis des evangelischen Johanneswerks Was bedeutet Weihnachten für Dich? von Daniel Littau, Espelkamp

### Seit 2010
2010 – Thema: Rache
- 1. Preis (750,– € und Trophäe „Der kleine Plumpe“) Camp 22 von Markus Kreuzwirth, Hamburg
- 2. Preis (500,– €) Lauf, Jäger, lauf! von Raphael Wahl, Kassel
- 3. Preis (250,– €) Jürgen von Hagen Klaile, Bremen
- Publikumspreis Snapshot
- Förderpreis Filmhaus Bielefeld an Jan Merlin Friedrich (Kameramann) Der Vertreter und Kürzlich auf dem Kleinanzeigenmarkt
- Sonderpreis des evangelischen Johanneswerks Der Anner im Himmel von Philipp Hartmann, Karlsruhe

2011 – Thema: Vertrauen
- 1. Preis (750,– € und Trophäe „Der kleine Plumpe“) Tango Privado von Michael Chlebusch, Chemnitz
- 2. Preis (500,– €) Zurück um 2 von Mark Spindler, Lemgo
- 3. Preis (250,– €) Felix von Anselm Belser, Berlin
- Publikumspreis Ich sehe was, was Du nicht siehst von Gina Wenzel und Marie Euler, Dortmund
- Förderpreis Filmhaus Bielefeld Hoping for a little smile von Tobias Lohf, Lügde
- Sonderpreis des evangelischen Johanneswerks Familiendinner von Thomas Stork, Salzkotten

2012 – Thema: Das erste Mal
- 1. Preis (750,– € und Trophäe „Der kleine Plumpe“) Versuch von Tom Lass, Berlin
- 2. Preis (500,– €) The Rise and Fall of Danger Man von Eric Frantzen, Anna Wördehoff, Bielefeld
- 3. Preis (250,– €) Shutter von Andreas Olenberg, Bielefeld
- Publikumspreis Versuch von Tom Lass, Berlin
- Förderpreis Filmhaus Bielefeld Heiße Begierde von Daniel Geweke, Bielefeld

2013 – Thema: Stadtgeschichten

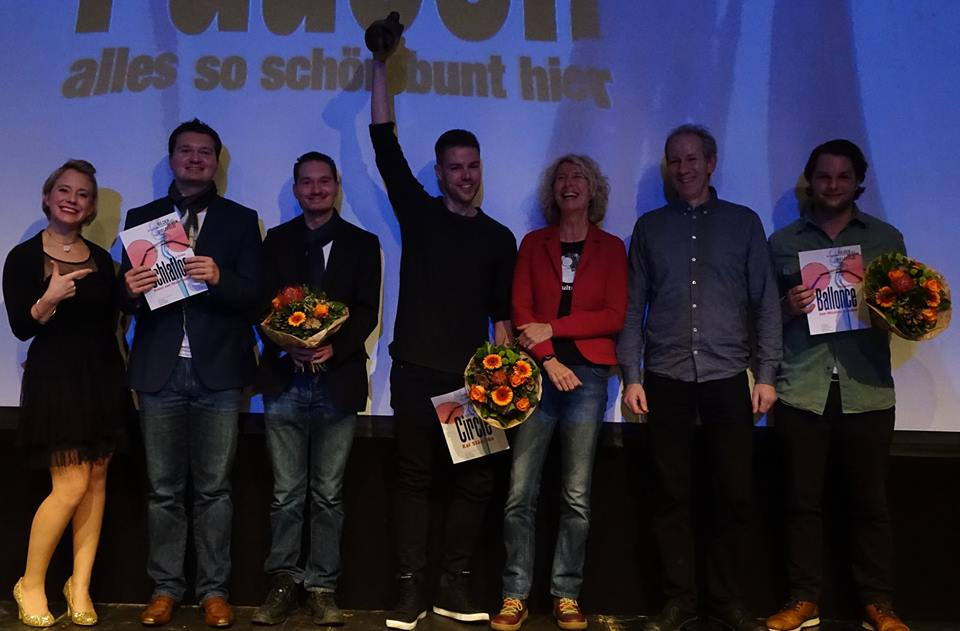
Jury und Preisträger des Bilderbeben Wettbewerb 2017:
Alina Meinold, David Theurich, Oliver Theurich, Kai Stänicke, Eva Kukuk, Jochen Kopp und Jan-Niklas Kliewer. (v.l.n.r)

- 1. Preis (750,– € und Skulptur „Der kleine Plumpe“) Gay Goth Scene von Kai Stänicke, Berlin
- 2. Preis (500,– €) Subkultur von Christian Schega, Landau
- 3. Preis (250,– €)  Wind von Robert Löbel, Berlin
- Publikumspreis Wind von Robert Löbel, Berlin
- Förderpreis Filmhaus Bielefeld Extrablatt von Artur Klassen, Bielefeld

2014 – Thema: Ich, Ich, Ich
- 1. Preis (750,– € und Skulptur „Der kleine Plumpe“) Meinungsverschiedenheiten von Jan Riesenbeck, Kassel
- 2. Preis (500,– €) Der Zauberwürfel von Niklas Burghardt, Bad Oeynhausen
- 3. Preis (250,– €) Pink Blues von Eric Frantzen, Bielefeld
- Publikumspreis Drei Experten drehen auf von Volker Heymann, Berlin
- Förderpreis Filmhaus Bielefeld Der Zauberwürfel von Niklas Burghardt, Bad Oeynhausen

2015 – Thema: Rettung
- 1. Preis (750,– € und Skulptur „Der kleine Plumpe“) Gleichgewicht von Bernard Wenger, Wien
- 2. Preis (500,– €) Golden von Kai Stänike, Berlin
- 3. Preis (250,– €) Ey! Is Fußball von Gina Wenzel, Leander Ott, Hannah Schwaiger, Wuppertal
- Publikumspreis Erledigt von Maike Zelle, Claus Martin, Minden
- Förderpreis Filmhaus Bielefeld Erledigt von Maike Zelle, Claus Martin, Minden

2016 – Thema: Verwandlung
- 1. Preis (750,– € und Skulptur „Der kleine Plumpe“) The Coup Fabian Driehorst, Hamburg
- 2. Preis (500,– €) Tim & Tom von Lutz Gottschalk, Lemgo
- 3. Preis (250,– €) Making Off von Julia Bruton, Berlin
- Publikumspreis Ebene 3 von Krischan Rudolph, FH Bielefeld
- Förderpreis Filmhaus Bielefeld Ebene 3 von Krischan Rudolph, FH Bielefeld

2017 – Thema: Rausch
- 1. Preis (750,– € und Skulptur „Der kleine Plumpe“) Circle von Kai Stänicke, Berlin
- 2. Preis (500,– €) Snapped von Phillip Connolly, Irland
- 3. Preis (250,– €) Schlaflos von Christian Ludwig, David Theurich und Oliver Theurich, Berlin
- Publikumspreis Pipe Dream von Normann Bjorvand, Stockholm
- Förderpreis Filmhaus Bielefeld Ballonce von Jan-Niklas Kliewer, Lemgo